# Valsta säteri

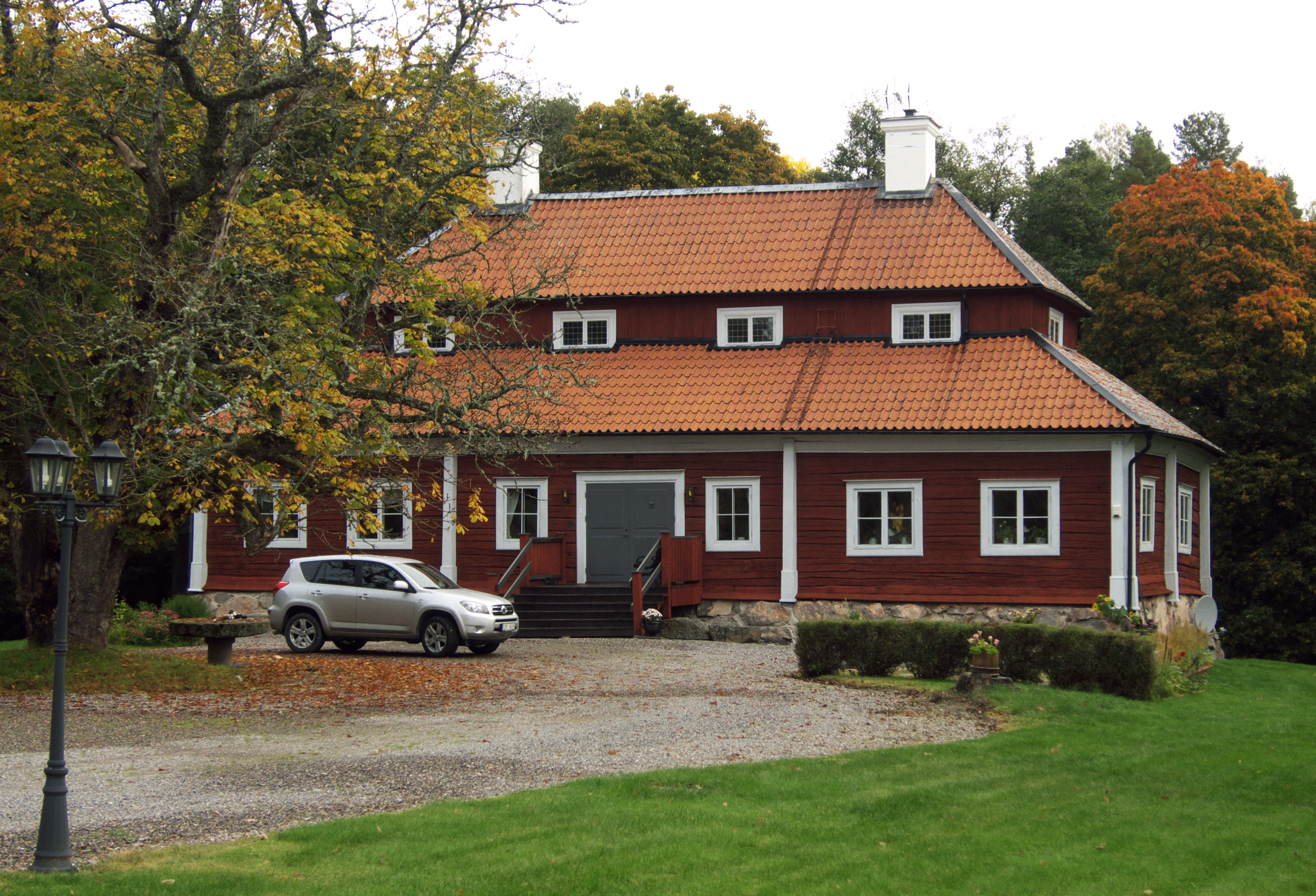
Valsta säteri, Odensvi socken, Västmanland.

Valsta säteri är en herrgård, som ligger i Odensvi socken, norr om Köping. Valsta säteri från 1700-talet är byggnadsminnesmärkt sedan 1982 och har en gammal huvudbyggnad bestående av ett envånings timmerhus med säteritak. Byggnaden är troligen uppförd före 1730.

## Säteriet
Av Valstas äldre byggnader kvarstår endast manbyggnaden (corps-de-logi) och en flygelbyggnad, den senare med tillbyggd övervåning. Exakt tidpunkt för dessa byggnaders tillkomst kan inte anges, men sannolikt har manbyggnaden anlagts före sekelskiftet 1700. Gårdens övriga byggnader har tillkommit under relativt sen tid.

## Byggnaden
Manbyggnaden på Valsta säteri är en timmerbyggnad med säteritak i karolinsk stil. Karolinerstilen är en svensk stil som användes 1654-1718, samtida med hög- och senbarocken. Många herrgårdar byggdes under denna tid och som motvikt till en pompös stil utvecklades den karolinska arkitekturen som mer harmonierade med svensk natur och klimat. Byggnaderna är karakteristiska med valmat säteritak, fasaderna är strama och pelare användes också, särskilt på större byggnader, vilka också ofta hade en ståtlig gavelfront. Säteritak är ett valmat tak som är brutet av ett lågt vertikalt parti.
Huset på Valsta säteri vilar på en gråstensmurad grund, som inrymmer källare. Knuttimringen döljs av knutbräder utformade som pilastrar, vilka upptill försetts med kapitälliknande trävoluter. Knutar liksom dörr- och fönsterfoder är vitmålade. Fönstren har smidda beslag. Säteritaket har försetts med enkupigt tegel på dubbel panel. Takets mellandel är panelad och flera fönster har ursprungliga blyspröjsar. Husets veranda och tegeltak är av senare datum.
Lanterninen inrymmer en verklig bostadsvåning med rektangulära fönster. Lanterninfönstrens nedre del döljs till följd av takets nuvarande konstruktion - tegelbeläggning på ursprungligt spåntak.
Den tunnvälvda källaren skjuter delvis ut utanför den östra fasaden. Källaringången ligger under verandan, varifrån en smal gång under byggnaden leder ned till källaren.
Samtliga dörrar med foder i bottenvåningen är ursprungliga. Fönstren är av 1700-talstyp med gamla hakar och profilerade spröjsar. I bottenvåningen saknas den för karolinska herrgårdar typiska stora salen. Intet av bottenvåningens rum äger en så dominerande storlek, att man därav kan dra slutsatsen att den varit ämnad att tjäna som stor sal. I större delen av övervåningen finns dubbelt bjälklag, vilket troligen tillkommit för att få en lämplig rumshöjd i denna våning. Timmerväggarna har tätats med bruk och gråmålats. Dörrarna har två utanpåliggande fyllningar samt delvis kvarsittande smidda beslag. Fönstren har ursprungliga foder samt profilerad mittpost.
Huvudbyggnaden på Valsta säteri bevarar egenarten hos en gångens tids byggnadsskick. Den får med hänsyn härtill anses som synnerligen märklig och äger ett framträdande kulturhistoriskt värde, enligt Länsstyrelsen i Västmanland.